# ポイント・マグー海軍航空基地
ポイント・マグー海軍航空基地（ポイント・マグーかいぐんこうくうきち、英語: Naval Air Station Point Mugu）は、アメリカ合衆国カリフォルニア州のオックスナードに位置するアメリカ海軍の基地である。2000年にポート・ヒューニーメ海軍建設大隊センターおよびサン・ニコラス島海軍場外離着陸場と統合され、ベンチュラ・カウンティ海軍基地の一部となっている。
太平洋艦隊海軍航空軍のE-2飛行隊を有する空中指揮統制兵站航空団ポイント・マグー分遣隊などが所在している。

## 所在部隊
ポイント・マグー海軍航空基地には、以下の部隊が所在している。
空中指揮統制兵站航空団司令官(COMACCLOGWING)隷下
- 空中指揮統制兵站航空団ポイント・マグー分遣隊
  - 第113艦上空中早期警戒飛行隊（英語版） - E-2D[4]
  - 第115艦上空中早期警戒飛行隊（英語版） - E-2D[5]
  - 第116艦上空中早期警戒飛行隊（英語版） - E-2C
  - 第117艦上空中早期警戒飛行隊（英語版） - E-2D[6]

哨戒偵察航空群司令官(COMPATRECONGRU)隷下
- 第11哨戒偵察航空団
  - 第19無人機哨戒飛行隊分遣隊 - MQ-4C[7]

海軍航空システム・コマンド(NAVAIR)隷下
- 太平洋艦隊試験航空団
  - 第30航空試験・評価飛行隊（英語版） - P-3C、NP-3D、KC-130T、RQ-23A（英語版）[8]

海軍予備役航空隊司令官(CNAFR)隷下
- 艦隊兵站支援航空団（英語版）
  - 第55艦隊兵站支援飛行隊 - C-130T

艦隊即応センター司令官(COMFRC)隷下
- 南西艦隊即応センターポイント・マグーサイト（英語版）

アメリカ宇宙軍隷下
- 第8宇宙部隊（英語版）
  - 第10宇宙作戦中隊（英語版）[9]